# Mistrzostwa świata w kolarstwie torowym

Mistrzostwa świata w kolarstwie torowym zostały ustanowione przez Międzynarodową Unię Kolarską w roku 1893 i są rozgrywane corocznie w wielu konkurencjach.
Pierwsze mistrzostwa odbyły się w roku 1893 w Chicago jako zawody dla amatorów w dwóch konkurencjach: sprincie i wyścigu na 100 km (Derny Race).
Pierwsze zawody dla zawodowców odbyły się w roku 1895. Również rozgrywano je w sprincie i wyścigu na 100 km. Dopiero w 1946 roku dołączono do programu mistrzostw wyścig indywidualny na dochodzenie, a w 1962 zaczęto przeprowadzać zawody w dochodzeniu drużynowo. W roku 1966 wprowadzono jazdę na czas na 1000 metrów i sprint na tandemie. Konkurencje wyścigu na punkty i keirinu wprowadzono w 1980 roku.
W latach 90. Międzynarodowa Unia Kolarska zmieniła znacząco regulamin mistrzostw. W 1992 zniesiono podział na amatorów i zawodowców i od tej pory mistrzostwa na torze rozgrywane są jako "otwarte" mistrzostwa świata. W 1995 zrezygnowano z konkurencji na tandemach, doszły natomiast dwie nowe dyscypliny: jazda dwójkami i sprint drużynowy. Od roku 2002 przeprowadzane są zawody w scratchu. 

## Edycje zawodów
- 1893 -  Chicago, Stany Zjednoczone
- 1894 -  Antwerpia, Belgia
- 1895 -  Kolonia, Cesarstwo Niemieckie
- 1896 -  Kopenhaga, Dania
- 1897 -  Glasgow, Wielka Brytania
- 1898 -  Wiedeń, Austro-Węgry
- 1899 -  Montreal, Kanada
- 1900 -  Paryż, Francja
- 1901 -  Berlin, Cesarstwo Niemieckie
- 1902 -  Rzym, Włochy
- 1903 -  Kopenhaga, Dania
- 1904 -  Londyn, Wielka Brytania
- 1905 -  Antwerpia, Belgia
- 1906 -  Genewa, Szwajcaria
- 1907 -  Paryż, Francja
- 1908 -  Berlin, Cesarstwo Niemieckie
- 1909 -  Kopenhaga, Dania
- 1910 -  Bruksela, Belgia
- 1911 -  Rzym, Włochy
- 1912 -  Newark, Stany Zjednoczone
- 1913 -  Lipsk, Cesarstwo Niemieckie
- 1914 -  Kopenhaga, Dania
- 1920 -  Antwerpia, Belgia
- 1921 -  Kopenhaga, Dania
- 1922 -  Paryż, Francja
- 1923 -  Zurych, Szwajcaria
- 1924 -  Paryż, Francja
- 1925 -  Amsterdam, Holandia
- 1926 -  Mediolan/Turyn, Włochy
- 1927 -  Kolonia, Niemcy
- 1928 -  Budapeszt, Węgry
- 1929 -  Zurych, Szwajcaria
- 1930 -  Bruksela, Belgia
- 1931 -  Kopenhaga, Dania
- 1932 -  Rzym, Włochy
- 1933 -  Paryż, Francja
- 1934 -  Lipsk, III Rzesza
- 1935 -  Bruksela, Belgia
- 1936 -  Zurych, Szwajcaria
- 1937 -  Kopenhaga, Dania
- 1938 -  Amsterdam, Holandia
- 1939 -  Mediolan, Włochy
- 1946 -  Zurych, Szwajcaria
- 1947 -  Paryż, Francja
- 1948 -  Amsterdam, Holandia
- 1949 -  Kopenhaga, Dania
- 1950 -  Liège, Belgia
- 1951 -  Mediolan, Włochy
- 1952 -  Paryż, Francja
- 1953 -  Zurych, Szwajcaria
- 1954 -  Kolonia, RFN
- 1955 -  Mediolan, Włochy
- 1956 -  Kopenhaga, Dania
- 1957 -  Liège, Belgia
- 1958 -  Paryż, Francja
- 1959 -  Amsterdam, Holandia
- 1960 -  Lipsk, NRD
- 1961 -  Zurych, Szwajcaria
- 1962 -  Mediolan, Włochy
- 1963 -  Liège, Belgia
- 1964 -  Paryż, Francja
- 1965 -  San Sebastián, Hiszpania
- 1966 -  Frankfurt, RFN
- 1967 -  Amsterdam, Holandia
- 1968 -  Rzym, Włochy
- 1969 -  Antwerpia, Belgia
- 1970 -  Leicester, Wielka Brytania
- 1971 -  Varese, Włochy
- 1972 -  Marsylia, Francja
- 1973 -  San Sebastián, Hiszpania
- 1974 -  Montreal, Kanada
- 1975 -  Liège, Belgia
- 1976 -  Lecce, Włochy
- 1977 -  San Cristóbal, Wenezuela
- 1978 -  Monachium, RFN
- 1979 -  Amsterdam, Holandia
- 1980 -  Besançon, Francja
- 1981 -  Brno, Czechosłowacja
- 1982 -  Leicester, Wielka Brytania
- 1983 -  Zurych, Szwajcaria
- 1984 -  Barcelona, Hiszpania
- 1985 -  Bassano, Włochy
- 1986 -  Colorado Springs, Stany Zjednoczone
- 1987 -  Wiedeń, Austria
- 1988 -  Gandawa, Belgia
- 1989 -  Lyon, Francja
- 1990 -  Maebashi, Japonia
- 1991 -  Stuttgart, Niemcy
- 1992 -  Walencja, Hiszpania
- 1993 -  Hamar, Norwegia
- 1994 -  Palermo, Włochy
- 1995 -  Bogota, Kolumbia
- 1996 -  Manchester, Wielka Brytania
- 1997 -  Perth, Australia
- 1998 -  Bordeaux, Francja
- 1999 -  Berlin, Niemcy
- 2000 -  Manchester, Wielka Brytania
- 2001 -  Antwerpia, Belgia
- 2002 -  Kopenhaga, Dania
- 2003 -  Stuttgart, Niemcy
- 2004 -  Melbourne, Australia
- 2005 -  Los Angeles, Stany Zjednoczone
- 2006 -  Bordeaux, Francja
- 2007 -  Palma de Mallorca, Hiszpania
- 2008 -  Manchester, Wielka Brytania
- 2009 -  Pruszków, Polska
- 2010 -  Kopenhaga, Dania
- 2011 -  Apeldoorn, Holandia
- 2012 -  Melbourne, Australia
- 2013 -  Mińsk, Białoruś
- 2014 -  Cali, Kolumbia
- 2015 -  Paryż, Francja
- 2016 -  Londyn, Wielka Brytania
- 2017 -  Hongkong, Hongkong
- 2018 -  Apeldoorn, Holandia
- 2019 -  Pruszków, Polska
- 2020 -  Berlin, Niemcy
- 2021 -  Roubaix, Francja
- 2022 -  Montigny-le-Bretonneux, Francja
- 2023 -  Glasgow, Wielka Brytania
- 2024 -  Ballerup, Dania

## Tęczowa koszulka mistrza świata

Tęczowa koszulka

Każdy zawodnik z tytułem mistrza świata otrzymuje tęczową koszulkę, na której widnieją różnokolorowe paski. Przez następny rok mistrz ma prawo zakładać taką koszulkę podczas swoich startów w zawodach. Po upływie roku może używać tych kolorów nadal jako detal (np. na kołnierzyku lub rękawku koszulki). Kolory te mają zastosowanie we wszystkich dyscyplinach kolarskich.

## Tabela medalowa
Stan po MŚ 2024.
| Miejsce | Państwo           |     |     |     | Razem |
| ------- | ----------------- | --- | --- | --- | ----- |
| 1.      | Francja           | 148 | 130 | 136 | 414   |
| 2.      | Niemcy            | 122 | 114 | 126 | 362   |
| 3.      | Holandia          | 121 | 107 | 93  | 321   |
| 4.      | Wielka Brytania   | 115 | 85  | 81  | 281   |
| 5.      | Australia         | 94  | 106 | 79  | 279   |
| 6.      | Włochy            | 91  | 98  | 106 | 295   |
| 7.      | Belgia            | 59  | 59  | 60  | 178   |
| 8.      | ZSRR              | 56  | 44  | 35  | 135   |
| 9.      | Stany Zjednoczone | 54  | 47  | 51  | 152   |
| 10.     | Dania             | 37  | 46  | 37  | 120   |
| 11.     | NRD               | 35  | 34  | 31  | 100   |
| 12.     | Szwajcaria        | 32  | 32  | 32  | 96    |
| 13.     | Rosja             | 27  | 24  | 28  | 79    |
| 14.     | Hiszpania         | 20  | 22  | 16  | 58    |
| 16.     | Nowa Zelandia     | 17  | 23  | 27  | 67    |
| 15.     | Japonia           | 16  | 15  | 20  | 51    |
| 17.     | Czechosłowacja    | 14  | 9   | 18  | 41    |
| 18.     | Białoruś          | 13  | 1   | 7   | 21    |
| 19.     | Polska            | 8   | 7   | 9   | 24    |
| 20.     | Kolumbia          | 8   | 6   | 2   | 16    |
| 21.     | Kanada            | 6   | 19  | 18  | 43    |
| 22.     | Hongkong          | 5   | 2   | 4   | 11    |
| 23.     | Chiny             | 4   | 15  | 12  | 31    |
| 24.     | Austria           | 4   | 8   | 11  | 23    |
| 25.     | Ukraina           | 4   | 7   | 4   | 15    |
| 26.     | Kuba              | 4   | 4   | 4   | 12    |
| 27.     | Czechy            | 3   | 5   | 6   | 14    |
| 28.     | Litwa             | 2   | 7   | 11  | 20    |
| 29.     | Norwegia          | 2   | 3   | 5   | 10    |
| 30.     | Irlandia          | 2   | 3   | 4   | 9     |
| 31.     | Argentyna         | 1   | 8   | 10  | 19    |
| 32.     | Meksyk            | 1   | 7   | 4   | 12    |
| 33.     | Malezja           | 1   | 2   | 5   | 8     |
| 34.     | RCF               | 1   | 2   | 4   | 7     |
| 35.     | Portugalia        | 1   | 2   | 3   | 6     |
| 36.     | Południowa Afryka | 1   | 2   | 1   | 4     |
| 37.     | Luksemburg        | 0   | 2   | 2   | 4     |
| 37.     | Trynidad i Tobago | 0   | 2   | 2   | 4     |
| 39.     | Łotwa             | 0   | 2   | 0   | 2     |
| 39.     | Urugwaj           | 0   | 2   | 0   | 2     |
| 41.     | Grecja            | 0   | 1   | 2   | 3     |
| 42.     | Barbados          | 0   | 1   | 1   | 2     |
| 42.     | Korea Południowa  | 0   | 1   | 1   | 2     |
| 44.     | Izrael            | 0   | 1   | 0   | 1     |
| 45.     | Szwecja           | 0   | 0   | 2   | 2     |
| 45.     | Węgry             | 0   | 0   | 2   | 2     |
| 47.     | Liechtenstein     | 0   | 0   | 1   | 1     |
| 47.     | Kazachstan        | 0   | 0   | 1   | 1     |